# GShG-7,62
Il GShG-7,62 (nome completo Glagolev-Shipunov-Gryazev GShG-7.62) è una mitragliatrice rotativa a quattro canne progettata nell'Unione Sovietica, simile per funzionamento al M134 Minigun. È un'arma autoalimentata a gas, sistema assai particolare, con la maggior parte delle altre mitragliatrici rotative che di solito sono alimentate dall'esterno. È stato sviluppata negli anni che vanno dal 1968-1970 per essere montata sull'elicottero Mi-24 insieme alla mitragliatrice YakB da 12,7 mm, ed è attualmente utilizzato sul GUV-8700 e sui supporti flessibili del Kamov Ka-29.